# Csaba Kiss
Csaba Kiss est un astronome hongrois. Il est connu notamment pour avoir découvert Xiangliu, le satellite du gros transneptunien (225088) Gonggong.